# Banda sonora de Minecraft

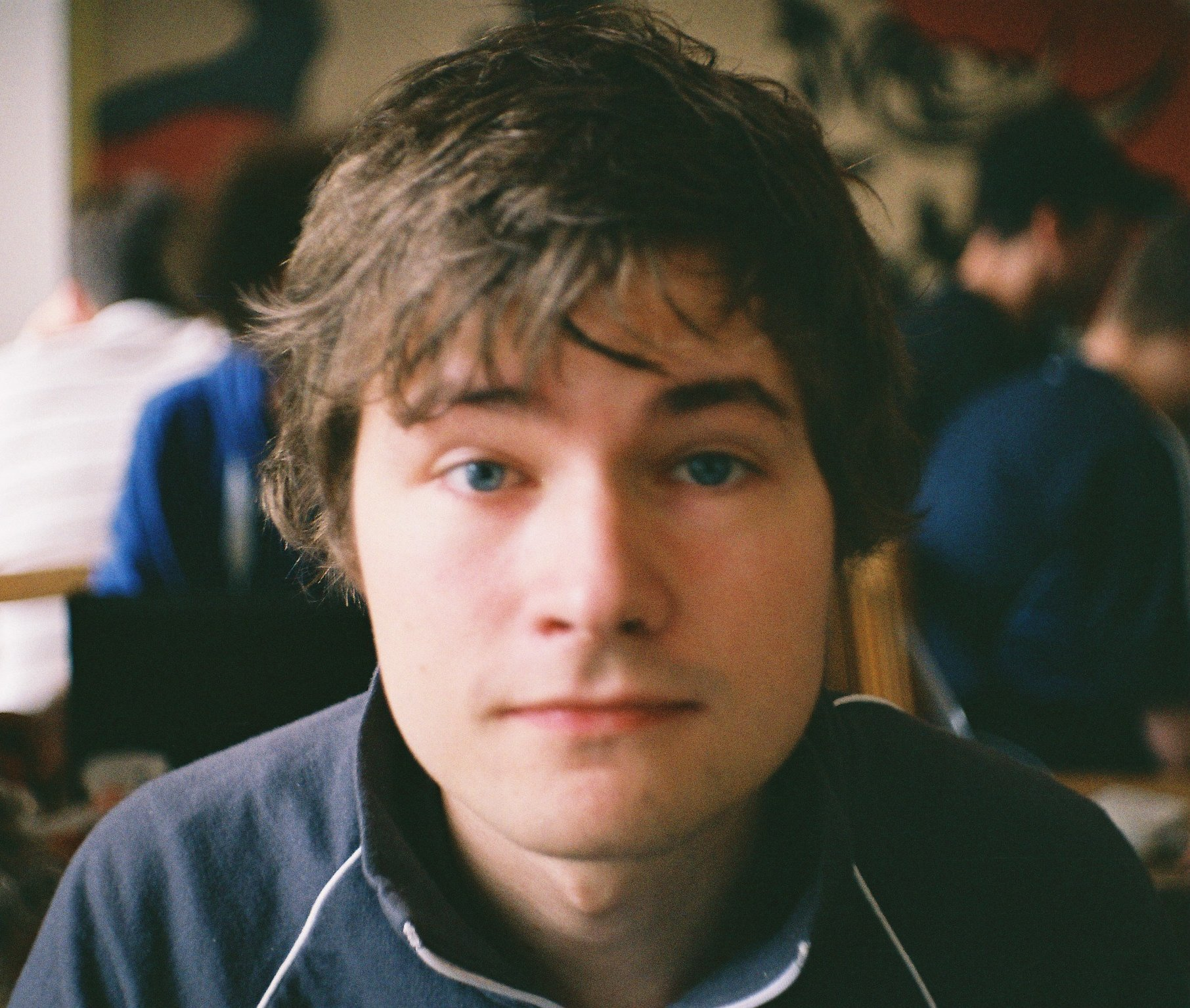
Daniel Rosenfeld es la persona que compuso la mayor parte de la banda sonora de Minecraft.

La banda sonora del videojuego Minecraft de 2011 (2010) fue compuesta originalmente por el músico Daniel Rosenfeld, más conocido como C418. En la edición Legacy (lanzada para Xbox 360, PlayStation 3, PlayStation Vita y Wii U) hay 12 canciones adicionales disponibles por medio de un DLC para el juego, compuestas por Gareth Coker. En 2020, Lena Raine realizó 4 piezas sonoras para el juego.
La banda sonora de Minecraft rar está compuesta por su mayoría de música ambient, que ha sido halagada por los críticos. En 2011, el blog de videojuegos Kotaku escogió la banda sonora de Minecraft como una de las mejores bandas sonoras de aquel año.
La banda sonora fue lanzada originalmente por medio de dos álbumes, Minecraft – Volume Alpha (2011), y Minecraft – Volume Beta (2013), ambos álbumes incluyen la música más destacada del juego, así como otras canciones incluidas en tráileres, y piezas sonoras que no fueron agregadas a la versión final del juego. En 2015, Rosenfeld habló de un posible tercer álbum para la banda sonora de Minecraft. En 2017, Rosenfeld confirmó vía Twitter el lanzamiento de un tercer álbum para Minecraft, diciendo que este «está muy lejos de terminarse».

## Antecedentes
En un panel en la Minecon de 2012, Rosenfeld aseguró que él tenía un antiguo y gran interés en los videojuegos, y que estuvo en grandes comunidades de juegos de video.
Rosenfeld se reunió con Markus Persson por medio de un IRC, y empezó a componer música para Minecraft cuando el juego estaba en un estado temprano como una demo.
Los dos compartían interés por Aphex Twin e intercambiarían proyectos entre ellos. Ambos se impresionaron por el trabajo del otro y, finalmente, Persson escogió la música de Rosenfeld para su juego.
La composición minimalista y melancólica de la banda sonora ha sido un aspecto destacado por los críticos.
Rosenfeld aseguró que el minimalismo de la música de Minecraft era «inevitable», y que «Minecraft tiene un motor de sonido terrible».
La música ambient de Minecraft ha sido comparada con los trabajos de Brian Eno, Erik Satie, Aphex Twin, y Vangelis. En 2018, The Boar describió la composición de la banda sonora de Minecraft como «nostalgia en su más pura expresión».

## Publicación oficial
Danny Baranowsky sugirió previamente a Rosenfeld subir su música a Bandcamp.
El 4 de marzo de 2011, Rosenfeld publicó el primer álbum de la banda sonora, ' Minecraft – Volume Alpha ' en su cuenta de Bandcamp.
El álbum fue publicado para su descarga desde otras plataformas después.
El 9 de noviembre de 2013, Rosenfeld publicó el segundo álbum de la banda sonora de Minecraft, ' Minecraft – Volume Beta '.
El 25 de octubre de 2015, una edición física del primer álbum (Minecraft – Volume Alpha) fue lanzada por el reconocido sello independiente Ghostly International.
A finales de 2014, las ediciones de consolas recibieron un DLC que incluía música para celebrar las fiestas navideñas, la música fue compuesta por Rosenfeld.

## Minecraft - Volume Alpha
El 4 de marzo de 2011, Daniel Rosenfeld anunció la publicación de Minecraft - Volume Alpha, el primer álbum de la banda sonora de Minecraft y el octavo de su carrera musical.
El álbum incluye la música más importante del título, así como música incluida en los tráileres, e instrumentales que no se incluyeron en la versión final del juego.
Refiriéndose al tema de la banda sonora, Rosenfeld dijo:

Quería añadir más cosas a las canciones de las que tienen en el juego, porque siento que los jugadores probablemente no se interesen en comprar música que ya está en el juego. Por tanto, ampliando el álbum con piezas más cohesivas que se reproduzcan por si solas se siente mejor que simplemente coger todos los archivos del juego y revolverlos en un álbum.

El álbum obtuvo opiniones positivas, por ejemplo, Andy Kellman de AllMusic destacó su rejugabilidad, argumentando que «ninguno de los elementos de la banda sonora son tan pronunciados como para fatigar al jugador con un gameplay repetitivo».

## Minecraft - Volume Beta
El 9 de noviembre de 2013, Daniel Rosenfeld publicó Minecraft - Volume Beta, el segundo álbum de Minecraft y el decimotercer álbum de su carrera.
El álbum incluye tanto música nueva que fue agregada al sandbox tras el lanzamiento del primer álbum del juego (Minecraft - Volume Alpha), como música exclusiva del álbum, las pistas 20-29 se tratan, en realidad, de 10 de los 13 discos que los jugadores pueden encontrar en el título como items.
El álbum tiene un tono más oscuro que el álbum anterior, rosenfeld ha dicho que «El tono (del álbum) es muy positivo y a la vez muy oscuro».
Al igual que el anterior, este álbum fue publicado por Rosenfeld en colaboración con Ghostly International, y apareció en la lista de música Dance/Electrónica de Billboard, cuyo pico en la lista fue en el puesto 14.
En 2020, fue lanzada una versión del álbum en forma de vinilo, la cual incluía todo el contenido del álbum original.

## Álbumes posteriores

### Tercer álbum
En 2015, Rosenfeld habló de un posible tercer álbum para Minecraft, diciendo «Seguiré trabajando en Minecraft, por eso, probablemente trabajaré en un tercer álbum».
Rosenfeld confirmó vía Twitter el lanzamiento de un tercer álbum para Minecraft, diciendo que este «está muy lejos de terminarse» y que «será más largo que el Volume Alpha y Volume Beta juntos».

### Aquatic Update
Tras el lanzamiento de la actualización «Aquatic Update» en 2018, 3 canciones (Dragon Fish, Shuniji y Axolotl) fueron agregadas al juego, las canciones suenan cuando el jugador esta bajo el agua o en el océano.

### Nether Update

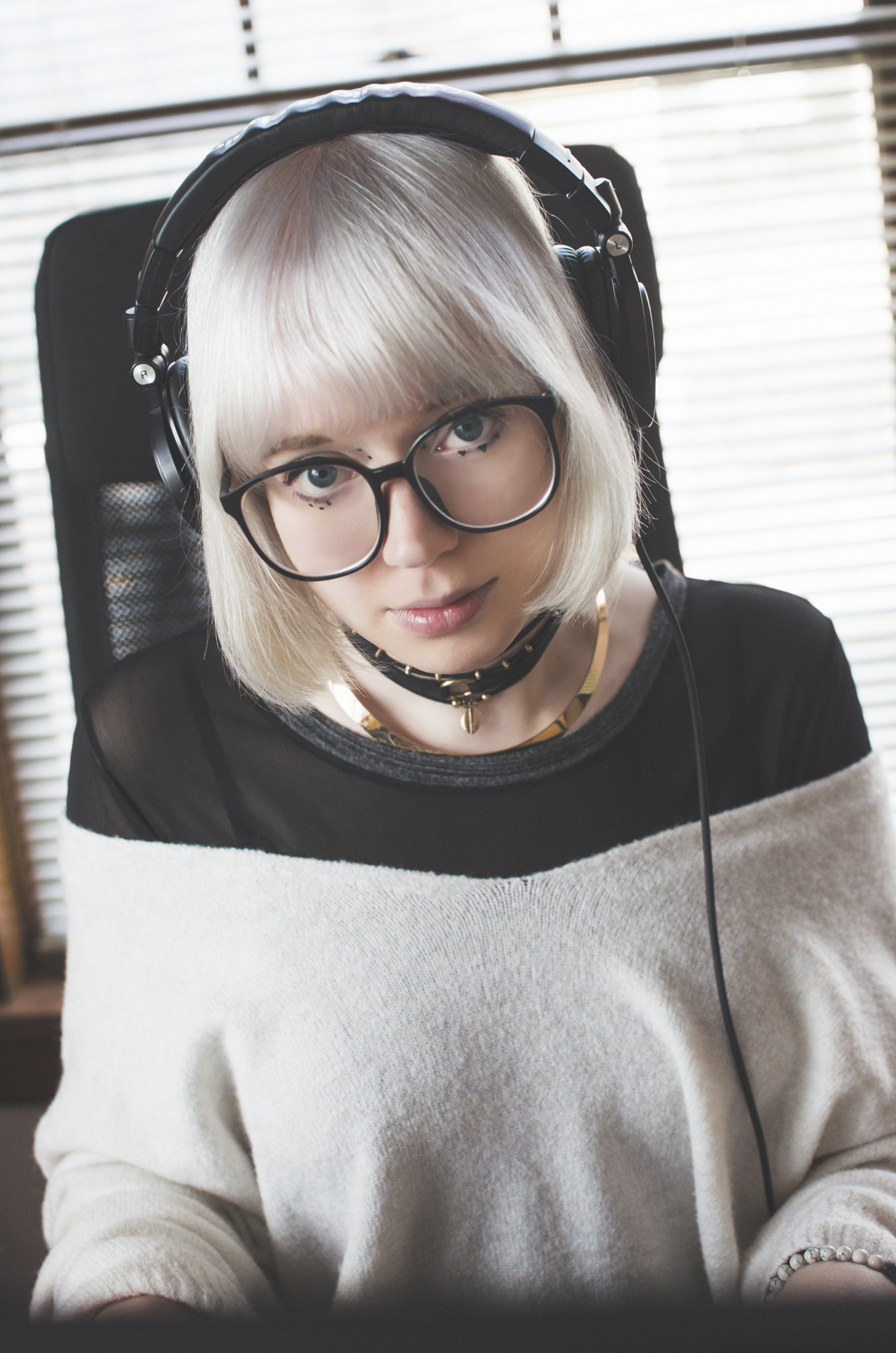
Lena Raine compuso la banda sonora de la actualización «Nether Update».

En 2020, Lena Raine fue invitada por Mojang para ser la compositora de la música de la actualización «Nether Update», actualización lanzada en 2020 enfocada en el Nether.
Las canciones compuestas por Raine fueron «Rubedo», «Chrysopoeia», «So Below» y «Pigstep», esta última, a diferencia de las otras tres, no suena como música ambiental mientras se juega en un terreno determinado, sino que solo es escuchable mediante un «disco» que los jugadores pueden encontrar explorando en las bastiones de los piglins.